# Bernardo I de Cerdaña
Bernardo I de Cerdaña (?-983) fue Vizconde de Cerdaña entre los años 966 y 983.
Se casó con una dama llamada Adaltruda y tuvieron al menos un hijo llamado Sunifredo de Cerdaña que le sucedió. Su parentesco con su antecesor no está comprobado.
Murió hacia el año 983.
| Predecesor: Remesario I de Cerdaña | Vizconde de Cerdaña 966 - 983 | Sucesor: Sunifredo I de Cerdaña |

- Datos: Q5560663